# Pamela Bach

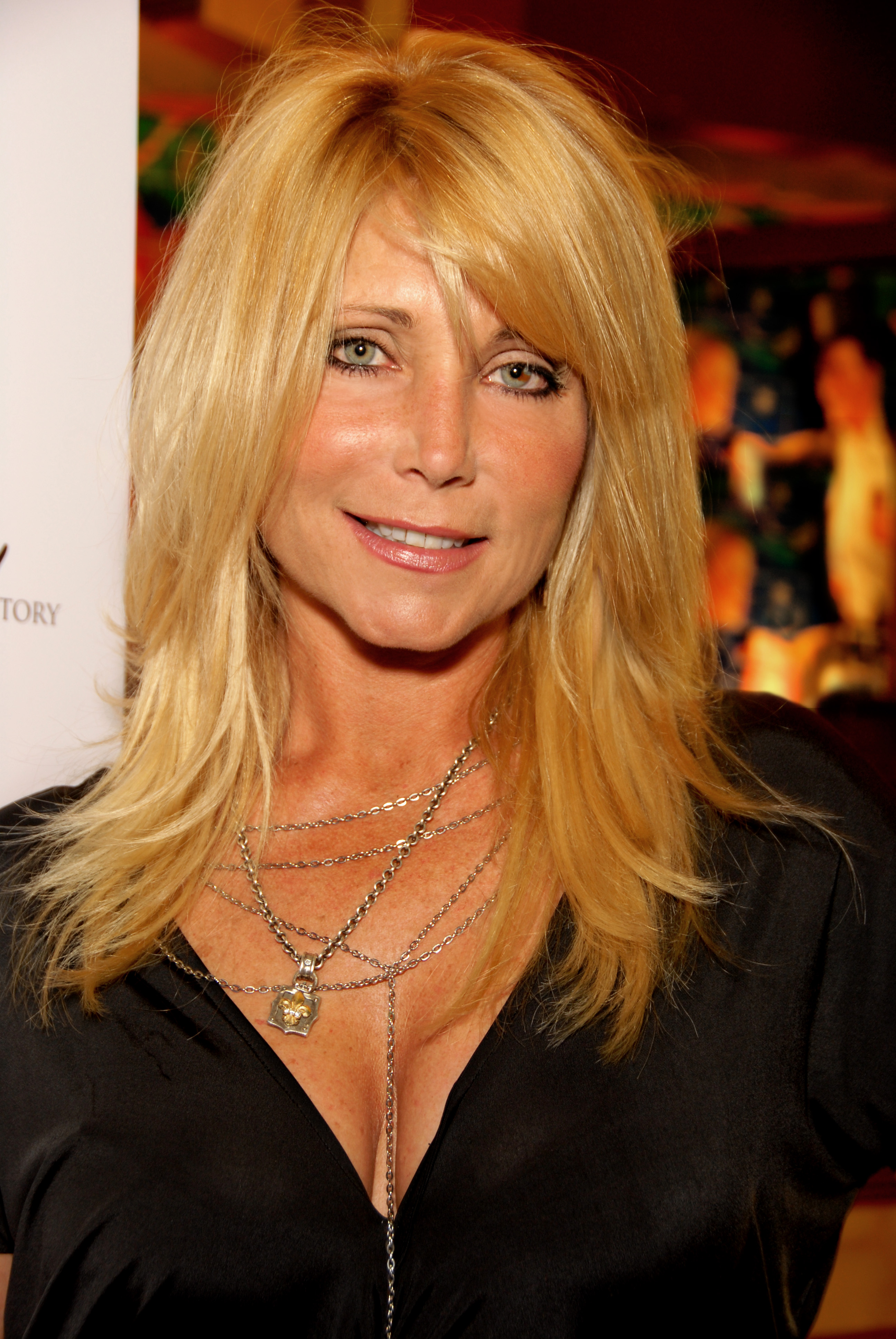
Pamela Bach (2009)

Pamela Bach (* 16. Oktober 1963 als Pamela Ann Weissenbach in Tulsa, Oklahoma; † 5. März 2025 in Los Angeles, Kalifornien) war eine US-amerikanische Filmschauspielerin.

## Leben
Bach zog 1985 nach Los Angeles, um eine Schauspielkarriere zu starten. Sie erhielt eine Reihe von Gastrollen in Fernsehserien wie Knight Rider und T. J. Hooker und hatte eine Nebenrolle in dem Kinofilm Angriff aus dem Jenseits (Appointment with Fear).
Bach heiratete 1989 David Hasselhoff, den sie bei Dreharbeiten zu einer Episode von Knight Rider kennengelernt hatte. Hasselhoff gab ihr die Rolle der Kaye Morgan in der von ihm produzierten Fernsehserie Baywatch – Die Rettungsschwimmer von Malibu, eine Rolle, die sie von der zweiten bis sechsten Staffel in 12 Episoden verkörperte. In der achten und zehnten Staffel stand sie erneut vor der Kamera, allerdings in anderen Rollen. 1994 war sie in einer Nebenrolle in der Seifenoper Schatten der Leidenschaft sowie in mehreren Episoden der Krimiserie Lady Cops zu sehen. Eine Hauptrolle hatte sie in dem 1999 gedrehten Film More than Puppy Love an der Seite von Diane Ladd.
2011 nahm sie an der britischen Ausgabe von Celebrity Big Brother teil. Die Ehe mit Hasselhoff, aus der zwei Töchter, Taylor-Ann Hasselhoff und Hayley Hasselhoff, hervorgingen, wurde 2006 geschieden.
Pamela Bach starb am 5. März 2025 im Alter von 61 Jahren in ihrem Zuhause in Los Angeles durch Suizid.

## Filmografie (Auswahl)
- 1985: Otherworld (Fernsehserie, eine Folge)
- 1985: T. J. Hooker (Fernsehserie, eine Folge)
- 1985: Knight Rider (Fernsehserie, Folge 4x09)
- 1985: Angriff aus dem Jenseits (Appointment with Fear)
- 1986: Cheers (Fernsehserie, eine Folge)
- 1986: Ein Colt für alle Fälle (The Fall Guy, Fernsehserie, eine Folge)
- 1988: Sonny Spoon (Fernsehserie, eine Folge)
- 1989: Superboy (Fernsehserie, eine Folge)
- 1989: The New Lassie (Fernsehserie, eine Folge)
- 1990: Nudity Required
- 1991–2000: Baywatch – Die Rettungsschwimmer von Malibu (Baywatch, Fernsehserie, 14 Folgen)
- 1994–1995: Lady Cops (Fernsehserie, 5 Folgen)
- 1994: Schatten der Leidenschaft (The Young and the Restless, Fernsehserie)
- 1997: Baywatch Nights (Fernsehserie, eine Folge)
- 1998: Viper (Fernsehserie, eine Folge)
- 1998: Route 66
- 2000: Castle Rock
- 2002: More than Puppy Love
- 2003: Missing (Fernsehfilm)
- 2015: Mansion of Blood